# ستيف كاسل
ستيف كاسل (بالإنجليزية: Steve Castle)‏ هو لاعب كرة قدم بريطاني، ولد في 17 مايو 1966 في Barkingside ‏ في المملكة المتحدة. لعب مع برمنغهام سيتي وستيفيناغ بوروه ونادي بليموث أرجايل ونادي بيتربورو يونايتد ونادي غيلينغهام ونادي ليتون أورينت.